# Slavnica
Slavnica (ungarisch Szalonca – bis 1907 Szlavnicvaszka) ist eine Gemeinde im Nordwesten der Slowakei mit 1104 Einwohnern (Stand 31. Dezember 2024), die im Okres Ilava, einem Teil des Trenčiansky kraj, liegt.

## Geographie
Die Gemeinde befindet sich im Talkessel Ilavská kotlina, einem Teil der größeren Tallandschaft Považské podolie am rechten Ufer der Waag. Durch den Ort fließt der Košariský potok. Die Siedlungen Podhorie und Tlstá Hora liegen bereits in den Weißen Karpaten. Das Ortszentrum liegt auf einer Höhe von 236 m n.m. und ist sieben Kilometer von Ilava entfernt.
Nachbargemeinden sind Bohunice im Nordosten, Ilava im Osten, Dubnica nad Váhom im Süden, Kameničany im Westen und Krivoklát im Nordwesten.

## Geschichte

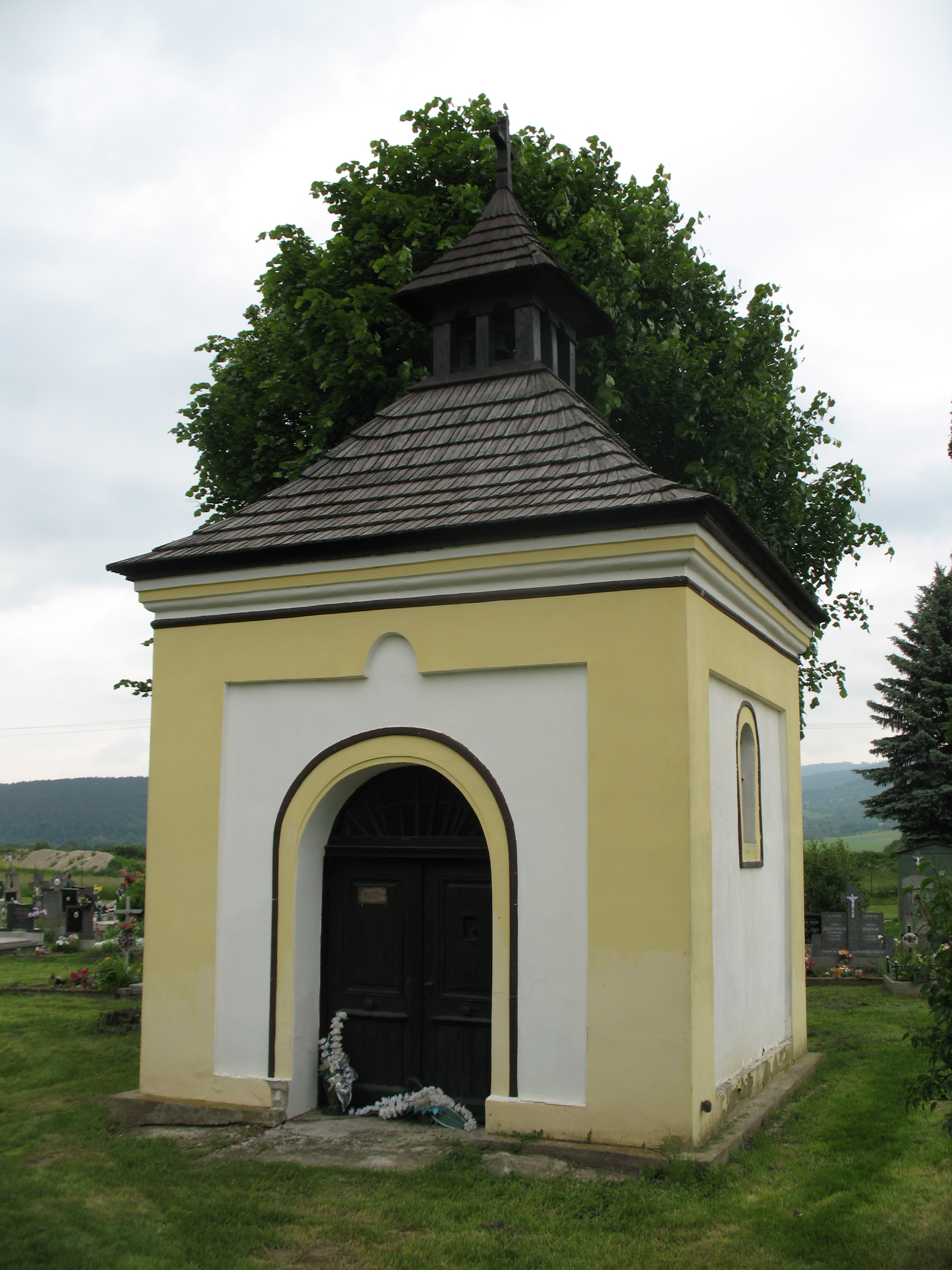
Friedhofskapelle

Slavnica wurde zum ersten Mal 1379 als Zlaunicha schriftlich erwähnt und war Besitz der Geschlechter Becsics und Sándor. 1598 gab es im Dorf 35 Häuser, 1784 hatte die Ortschaft 63 Häuser, 67 Familien und 339 Einwohner. 1828 zählte man 51 Häuser und 345 Einwohner, deren Haupteinnahmequellen Landwirtschaft und Obstbau waren. 1881 wurde Slavnica mit dem benachbarten Ort Vieska (damals ungarisch Vaszka) zusammengeschlossen.
Bis 1918 gehörte der im Komitat Trentschin liegende Ort zum Königreich Ungarn und kam danach zur Tschechoslowakei beziehungsweise Slowakei.

## Bevölkerung
| Jahr                | 1994 | 2004    | 2014    | 2024    |
| ------------------- | ---- | ------- | ------- | ------- |
| Anzahl der Personen | 786  | 820     | 846     | 864     |
| Unterschied         |      | +4,32 % | +3,17 % | +2,12 % |

| Jahr                | 2023 | 2024    |
| ------------------- | ---- | ------- |
| Anzahl der Personen | 856  | 864     |
| Unterschied         |      | +0,93 % |

Nach der Volkszählung 2011 wohnten in Slavnica 842 Einwohner, davon 815 Slowaken, sieben Tschechen sowie jeweils ein Magyare und Russe. 18 Einwohner machten keine Angabe zur Ethnie.
744 Einwohner bekannten sich zur römisch-katholischen Kirche, sechs Einwohner zur Evangelischen Kirche A. B. sowie jeweils ein Einwohner zur evangelisch-methodistischen Kirche, zur orthodoxen Kirche und zur tschechoslowakischen hussitischen Kirche; zwei Einwohner bekannten sich zu einer anderen Konfession. 33 Einwohner waren konfessionslos und bei 54 Einwohnern wurde die Konfession nicht ermittelt.

## Bauwerke
- Friedhofskapelle im Barockstil aus dem 18. Jahrhundert
- Holzglockenturm aus dem 20. Jahrhundert

## Verkehr
Durch das Gemeindegebiet von Slavnica verläuft die Straße 2. Ordnung 507 auf der Teilstrecke Nemšová–Pruské, parallel dazu die Bahnstrecke Nemšová–Lednické Rovne, allerdings ohne Personenverkehr.
Südöstlich des Ortes liegt der Flugplatz Slavnica-Dubnica nad Váhom (ICAO-Code: LZDB).